# Matt Darey
Matthew Jonathan Darey (Leicester (Engeland), 29 november 1968) is een Brits dj en muziekproducent die zich heeft gespecialiseerd in trance-muziek. Hij maakte diverse succesvolle platen zoals Gamemaster (1997), Liberation (1999) en Beautiful (2002). 

## Biografie
Darey groeit op in een muzikale familie waar hij en zijn familieleden instrumenten bespelen. Als hij vijftien is zit hij in een band. In de late jaren tachtig krijgt hij interesse in de elektronische muziek en gaat feesten bezoeken. Hij werd in de vroege jaren negentig actief als producer. Zijn eerste succes heeft hij als Li Kwan, met het nummer Point Zero (1994). Het wordt een bescheiden hit in de Britse lijsten. Een jaar later doet hij dit over met Free Your Mind van Space Baby. Echt succes bereikt hij wanneer in 1997 onder de naam Lost Tribe de Distant Voices EP op Hooj Choons verschijnt. Daarvan wordt de single Gamemaster een toonaangevende trancehit van dat moment. Darey werkt enkele jaren samen met zangeres Marcella Woods, waarmee hij dan ook een relatie heeft. Hierdoor ontdekt hij haar broer Michael Woods, die ook produceerttalent blijkt te bezitten. Darey coacht hem naar een eigen carrière.
Vanaf 1999 gebruikt hij vooral zijn eigen naam om singles mee uit te brengen. Daarmee heeft hij in eigen land meerdere hits, waarvan Liberation (1999) en Beautiful (2002) de grootsten zijn. Nocturnal Delight is in 2004 de laatste van de reeks hits.  Na 2004, wanneer trance in populariteit afneemt, neemt zijn succes als hitmaker af. Als dj blijft hij wel populair. Hij blijft daarna muziek maken zo maakt hij met zangeres Isobel Cooper de plaat Eternity. Hij gaat ook met andere genres werken. Zo zoekt hij de brug op met rock opt het project Urban Astronauts, dat hij in 2008 lanceert. Daar werkt hij samen met Sunscreem-zangeres Lucia Holm en Tall Paul. In 2019 worden deze verzameld uitgebracht, samen met nieuwe tracks. In 2012 verschijnt Blossom & Decay, zijn eerste echte studioalbum. Het brengt een zeer diverse verzameling aan tracks in allerlei stijlen, en heeft een grote hoeveelheid gastartiesten. Een grote rol is er voor zangeres Kate Louise Smith. Dezelfde formule gebruikt hij op het album Wolf.

## Discografie
Albums
- Blossom & Decay (2012)
- Wolf (2017)
- Urban Astronauts – Urban Astronauts (2019)

- International Standard Name Identifier: 0000 0001 3130 3504
- MusicBrainz: d8096455-e98b-4aa5-815d-2d66135d6e8c
- Virtual International Authority File: 307174846
- WorldCat: E39PBJr7Ym3k4wGp6dQ4gM6R8C